# Acide 3-chlorobenzoïque
L’acide 3-chlorobenzoïque est un acide chloré utilisé en synthèse organique.

## Production et synthèse
Il peut être produit par oxydation du 3-chlorotoluène ou par hydrolyse du chlorure de 3-chlorobenzoyle.

## Utilisation
Il est utilisé dans la production d’herbicide de type éther de biphényle.